# آلبوم عکس

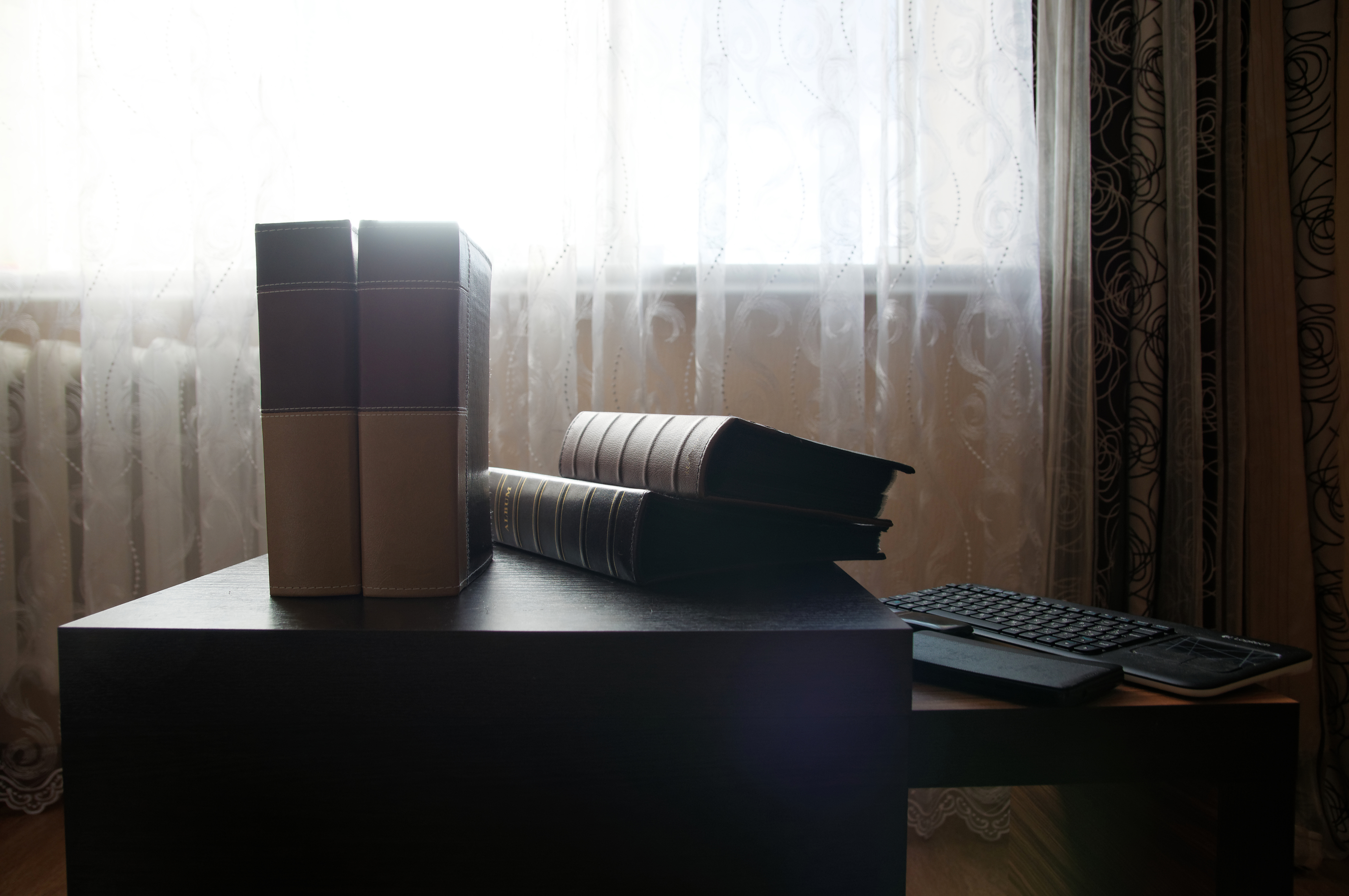
چندین

آلبوم عکس مجموعه‌ای از عکس است که به صورت یک کتابچه در کنار هم جمع‌آوری شده‌است.
معمولاً عکس‌های یک آلبوم توسط یک نفر یا یک خانواده گرفته شده‌اند. در آلبوم‌های قدیمی‌تر عکس‌ها روی کاغذ چاپ می‌شدند و با کمک چسب روی برگه‌های کتابچه قرار می‌گرفتند. امروز آلبوم‌های دیجیتال نیز مرسوم هستند که در آن تصاویر به صورت الکترونیکی نمایش می‌یابند.